# 1105년

## 연호
- 북송(北宋) 숭녕(崇寧) 4년
- 요(遼) 건통(乾統) 5년
- 일본(日本) 조지(長治) 2년
- 서하(西夏) 정관(貞觀) 5년
- 리 왕조(李朝) 롱푸응우옌호아(龍符元化) 5년

## 기년
- 고려(高麗) 숙종(肅宗) 10년
- 북송(北宋) 휘종(徽宗) 5년
- 요(遼) 천조제(天祚帝) 5년
- 서하(西夏) 숭종(崇宗) 20년
- 리 왕조(李朝) 인종(仁宗) 34년

## 사건
- 숙종이 서경에 순행하여 동명성왕묘(東明王廟)에 제사하고 돌아오는 도중에 병이 들어 개경으로 돌아오다가 장평문 밖 수레 안(御輦)에서 세상을 떠남. 향년 52세.
- 숙종의 아들 우가 27세의 나이로 왕위에 오름. 고려 16대 국왕 예종.

## 탄생
박사라

## 사망
- 고려 15대 국왕 숙종